# 1278 Кенија
1278 Кенија је астероид главног астероидног појаса са средњом удаљеношћу од Сунца која износи 2,406 астрономских јединица (АЈ).
Апсолутна магнитуда астероида је 10,8 а геометријски албедо 0,087.